# Draft NFL 1989
Il Draft NFL 1989 si è tenuto dal 23 al 24 aprile 1989. Prima dell'inizio della stagione regolare si svolse anche un draft supplementare.

## Primo giro
|  | = Pro Bowler |

|  | = Hall of Famer |

| Scelta | Squadra              | Giocatore        | Ruolo             | College                   |
| ------ | -------------------- | ---------------- | ----------------- | ------------------------- |
| 1      | Dallas Cowboys       | Troy Aikman      | Quarterback       | UCLA                      |
| 2      | Green Bay Packers    | Tony Mandarich   | Offensive tackle  | Michigan State University |
| 3      | Detroit Lions        | Barry Sanders    | Running Back      | Oklahoma State            |
| 4      | Kansas City Chiefs   | Derrick Thomas   | Linebacker        | Alabama                   |
| 5      | Atlanta Falcons      | Deion Sanders    | Cornerback        | Florida State             |
| 6      | Tampa Bay Buccaneers | Broderick Thomas | Linebacker        | Nebraska                  |
| 7      | Pittsburgh Steelers  | Tim Worley       | Running back      | Georgia                   |
| 8      | San Diego Chargers   | Burt Grossman    | Defensive end     | Pittsburgh                |
| 9      | Miami Dolphins       | Sammie Smith     | Running Back      | Florida State             |
| 10     | Phoenix Cardinals    | Eric Hill        | Linebacker        | LSU                       |
| 11     | Chicago Bears        | Donnell Woolford | Cornerback        | Clemson                   |
| 12     | Chicago Bears        | Trace Armstrong  | Defensive End     | Florida                   |
| 13     | Cleveland Browns     | Eric Metcalf     | Wide receiver     | Texas                     |
| 14     | New York Jets        | Jeff Lageman     | Defensive end     | Virginia                  |
| 15     | Seattle Seahawks     | Andy Heck        | Offensive guard   | Notre Dame                |
| 16     | New England Patriots | Hart Lee Dykes   | Wide Receiver     | Oklahoma State            |
| 17     | Phoenix Cardinals    | Joe Wolf         | Offensive guard   | Boston College            |
| 18     | New York Giants      | Brian Williams   | Centro            | Minnesota                 |
| 19     | New Orleans Saints   | Wayne Martin     | Defensive End     | Arkansas                  |
| 20     | Denver Broncos       | Steve Atwater    | Strong Safety     | Arkansas                  |
| 21     | Los Angeles Rams     | Bill Hawkins     | Defensive End     | Miami (FL)                |
| 22     | Indianapolis Colts   | Andre Rison      | Wide Receiver     | Michigan State            |
| 23     | Houston Oilers       | David Williams   | Offensive Tackle  | Florida                   |
| 24     | Pittsburgh Steelers  | Tom Ricketts     | Offensive Tackle  | Pittsburgh                |
| 25     | Miami Dolphins       | Louis Oliver     | Defensive back    | Florida                   |
| 26     | Los Angeles Rams     | Cleveland Gary   | Running Back      | Miami (FL)                |
| 27     | Atlanta Falcons      | Shawn Collins    | Wide Receiver     | Northern Arizona          |
| 28     | San Francisco 49ers  | Keith DeLong     | Inside Linebacker | Tennessee                 |

### Secondo giro
| Scelta | Squadra              | Giocatore          | Ruolo            | College                |
| ------ | -------------------- | ------------------ | ---------------- | ---------------------- |
| 29     | Dallas Cowboys       | Steve Wisniewski   | Offensive Guard  | Penn State             |
| 30     | Detroit Lions        | John Ford          | Wide Receiver    | Virginia               |
| 31     | Cleveland Browns     | Lawyer Tillman     | Wide Receiver    | Auburn                 |
| 32     | Kansas City Chiefs   | Mike Elkins        | Quarterback      | Wake Forest            |
| 33     | Tampa Bay Buccaneers | Danny Peebles      | Wide Receiver    | North Carolina State   |
| 34     | Pittsburgh Steelers  | Carnell Lake       | Defensive Back   | UCLA                   |
| 35     | Cincinnati Bengals   | Eric Ball          | Running Back     | UCLA                   |
| 36     | Chicago Bears        | John Roper         | Linebacker       | Texas A&M              |
| 37     | San Diego Chargers   | Courtney Hall      | Center           | Rice                   |
| 38     | Atlanta Falcons      | Ralph Norwood      | Offensive Tackle | LSU                    |
| 39     | Dallas Cowboys       | Daryl Johnston     | Running Back     | Syracuse               |
| 40     | Phoenix Cardinals    | Walter Reeves      | Tight End        | Auburn                 |
| 41     | Denver Broncos       | Doug Widell        | Offensive Guard  | Boston College         |
| 42     | New York Jets        | Dennis Byrd        | Defensive End    | Tulsa                  |
| 43     | New England Patriots | Eric Coleman       | Defensive Back   | Wyoming                |
| 44     | Seattle Seahawks     | Joe Tofflemire     | Center           | Arizona                |
| 45     | Los Angeles Rams     | Frank Stams        | Linebacker       | Notre Dame             |
| 46     | New Orleans Saints   | Robert Massey      | Defensive Back   | North Carolina Central |
| 47     | Denver Broncos       | Warren Powers      | Defensive End    | Maryland               |
| 48     | Los Angeles Rams     | Brian Smith        | Linebacker       | Auburn                 |
| 49     | Philadelphia Eagles  | Jessie Small       | Linebacker       | Eastern Kentucky       |
| 50     | Houston Oilers       | Scott Kozak        | Linebacker       | Oregon                 |
| 51     | San Diego Chargers   | Billy Joe Tolliver | Quarterback      | Texas Tech             |
| 52     | Minnesota Vikings    | David Braxton      | Linebacker       | Wake Forest            |
| 53     | Los Angeles Rams     | Darryl Henley      | Defensive Back   | UCLA                   |
| 54     | Chicago Bears        | Dave Zawatson      | Offensive Guard  | California             |
| 55     | Cincinnati Bengals   | Fred Childress     | Offensive Guard  | Arkansas               |
| 56     | San Francisco 49ers  | Wesley Walls       | Tight End        | Ole Miss               |

### Terzo giro
| Scelta | Squadra              | Giocatore        | Ruolo            | College                |
| ------ | -------------------- | ---------------- | ---------------- | ---------------------- |
| 57     | Dallas Cowboys       | Mark Stepnoski   | Center           | Pittsburgh             |
| 58     | Green Bay Packers    | Matt Brock       | Defensive end    | Oregon                 |
| 59     | Detroit Lions        | Mike Utley       | Guard            | Washington State       |
| 60     | Kansas City Chiefs   | Naz Worthen      | Wide receiver    | North Carolina State   |
| 61     | Pittsburgh Steelers  | Derek Hill       | Wide receiver    | Arizona                |
| 62     | Atlanta Falcons      | Keith Jones      | Running back     | Illinois               |
| 63     | New England Patriots | Marv Cook        | Tight end        | Iowa                   |
| 64     | New York Giants      | Bob Kratch       | Guard            | Iowa                   |
| 65     | Chicago Bears        | Jerry Fontenot   | Guard            | Texas A&M              |
| 66     | Washington Redskins  | Tracy Rocker     | Defensive tackle | Auburn                 |
| 67     | Phoenix Cardinals    | Mike Zandofsky   | Guard            | Washington             |
| 68     | Dallas Cowboys       | Rhondy Weston    | Defensive end    | Florida                |
| 69     | Denver Broncos       | Darrell Hamilton | Tackle           | North Carolina         |
| 70     | New York Jets        | Joe Mott         | Linebacker       | Iowa                   |
| 71     | Seattle Seahawks     | Elroy Harris     | Running back     | Eastern Kentucky       |
| 72     | Indianapolis Colts   | Mitchell Benson  | Defensive tackle | TCU                    |
| 73     | New England Patriots | Chris Gannon     | Defensive end    | Southwestern Louisiana |
| 74     | Green Bay Packers    | Anthony Dilweg   | Quarterback      | Duke                   |
| 75     | Los Angeles Rams     | Kevin Robbins    | Tackle           | Michigan State         |
| 76     | Philadelphia Eagles  | Robert Drummond  | Running back     | Syracuse               |
| 77     | Houston Oilers       | Bubba McDowell   | Defensive back   | Miami (FL)             |
| 78     | New York Giants      | Greg Jackson     | Defensive back   | LSU                    |
| 79     | New Orleans Saints   | Kim Phillips     | Defensive back   | North Texas            |
| 80     | Minnesota Vikings    | John Hunter      | Tackle           | BYU                    |
| 81     | Philadelphia Eagles  | Britt Hager      | Linebacker       | Texas                  |
| 82     | Buffalo Bills        | Don Beebe        | Wide receiver    | Chadron State          |
| 83     | Cincinnati Bengals   | Erik Wilhelm     | Quarterback      | Oregon State           |
| 84     | San Francisco 49ers  | Keith Henderson  | Running back     | Georgia                |

### Quarto giro
| Scelta | Squadra              | Giocatore          | Ruolo            | College          |
| ------ | -------------------- | ------------------ | ---------------- | ---------------- |
| 85     | Dallas Cowboys       | Tony Tolbert       | Defensive end    | UTEP             |
| 86     | Detroit Lions        | Ray Crockett       | Defensive back   | Baylor           |
| 87     | Green Bay Packers    | Jeff Graham        | Quarterback      | Long Beach State |
| 88     | Kansas City Chiefs   | Stan Petry         | Defensive back   | TCU              |
| 89     | Cincinnati Bengals   | Kerry Owens        | Linebacker       | Arkansas         |
| 90     | Tampa Bay Buccaneers | Anthony Florence   | Defensive back   | Bethune-Cookman  |
| 91     | Pittsburgh Steelers  | Jerrol Williams    | Linebacker       | Purdue           |
| 92     | Miami Dolphins       | David Holmes       | Defensive back   | Syracuse         |
| 93     | New York Giants      | Lewis Tillman      | Running back     | Jackson State    |
| 94     | Phoenix Cardinals    | Jim Wahler         | Defensive tackle | UCLA             |
| 95     | Chicago Bears        | Markus Paul        | Defensive back   | Syracuse         |
| 96     | New England Patriots | Maurice Hurst      | Defensive back   | Southern         |
| 97     | Denver Broncos       | Richard McCullough | Defensive end    | Clemson          |
| 98     | New York Jets        | Ron Stallworth     | Defensive end    | Auburn           |
| 99     | Indianapolis Colts   | Pat Tomberlin      | Guard            | Florida State    |
| 100    | New England Patriots | Michael Timpson    | Wide receiver    | Penn State       |
| 101    | Seattle Seahawks     | Travis McNeal      | Tight end        | UT-Chattanooga   |
| 102    | Los Angeles Rams     | Jeff Carlson       | Quarterback      | Weber State      |
| 103    | Seattle Seahawks     | James Henry        | Defensive back   | Southern Miss    |
| 104    | Houston Oilers       | Rod Harris         | Wide receiver    | Texas A&M        |
| 105    | New York Giants      | Brad Henke         | Defensive tackle | Arizona          |
| 106    | New Orleans Saints   | Mike Mayes         | Defensive back   | LSU              |
| 107    | Cleveland Browns     | Andrew Stewart     | Defensive end    | Cincinnati       |
| 108    | Minnesota Vikings    | Darryl Ingram      | Tight end        | California       |
| 109    | Buffalo Bills        | John Kolesar       | Wide receiver    | Michigan         |
| 110    | Washington Redskins  | Erik Affholter     | Wide receiver    | Southern Cal     |
| 111    | Cincinnati Bengals   | Rob Woods          | Tackle           | Arizona          |
| 112    | San Francisco 49ers  | Mike Barber        | Wide receiver    | Marshall         |

### Quinto giro
| Scelta | Squadra              | Giocatore         | Ruolo            | College          |
| ------ | -------------------- | ----------------- | ---------------- | ---------------- |
| 113    | Dallas Cowboys       | Keith Jennings    | Tight end        | Clemson          |
| 114    | Cleveland Browns     | Kyle Kramer       | Defensive back   | Bowling Green    |
| 115    | Detroit Lions        | Lawrence Pete     | Defensive tackle | Nebraska         |
| 116    | Cleveland Browns     | Vernon Joines     | Wide receiver    | Maryland         |
| 117    | Tampa Bay Buccaneers | Jamie Lawson      | Running back     | Nicholls State   |
| 118    | Pittsburgh Steelers  | David Arnold      | Defensive back   | Michigan         |
| 119    | Dallas Cowboys       | Willis Crockett   | Linebacker       | Georgia Tech     |
| 120    | San Diego Chargers   | Elliot Smith      | Defensive back   | Alcorn State     |
| 121    | Miami Dolphins       | Jeff Uhlenhake    | Center           | Ohio State       |
| 122    | San Francisco 49ers  | Johnnie Jackson   | Defensive back   | Houston          |
| 123    | Phoenix Cardinals    | Richard Tardits   | Linebacker       | Georgia          |
| 124    | Green Bay Packers    | Jeff Query        | Wide receiver    | Millikin         |
| 125    | Dallas Cowboys       | Jeff Roth         | Defensive tackle | Florida          |
| 126    | New York Jets        | Tony Martin       | Wide receiver    | Mesa State       |
| 127    | Green Bay Packers    | Vince Workman     | Running back     | Ohio State       |
| 128    | Phoenix Cardinals    | David Edeen       | Defensive end    | Wyoming          |
| 129    | Washington Redskins  | Tim Smiley        | Defensive back   | Arkansas State   |
| 130    | Chicago Bears        | Mark Green        | Running back     | Notre Dame       |
| 131    | Houston Oilers       | Glenn Montgomery  | Defensive tackle | Houston          |
| 132    | New York Giants      | Dave Meggett      | Running back     | Towson           |
| 133    | New Orleans Saints   | Kevin Haverdink   | Tackle           | Western Michigan |
| 134    | Denver Broncos       | Darren Carrington | Defensive back   | Northern Arizona |
| 135    | Los Angeles Rams     | Alfred Jackson    | Wide receiver    | San Diego State  |
| 136    | Chicago Bears        | Greg Gilbert      | Linebacker       | Alabama          |
| 137    | Buffalo Bills        | Michael Andrews   | Defensive back   | Alcorn State     |
| 138    | Cincinnati Bengals   | Natu Tuatagaloa   | Defensive tackle | California       |
| 139    | Washington Redskins  | Lybrant Robinson  | Defensive end    | Delaware State   |

### Sesto giro
| Scelta | Squadra              | Giocatore         | Ruolo          | College               |
| ------ | -------------------- | ----------------- | -------------- | --------------------- |
| 140    | Los Angeles Raiders  | Jeff Francis      | Quarterback    | Tennessee             |
| 141    | Detroit Lions        | Rodney Peete      | Quarterback    | Southern Cal          |
| 142    | Green Bay Packers    | Chris Jacke       | Kicker         | UTEP                  |
| 143    | Kansas City Chiefs   | Robb Thomas       | Wide receiver  | Oregon State          |
| 144    | Pittsburgh Steelers  | Mark Stock        | Wide receiver  | VMI                   |
| 145    | Atlanta Falcons      | Troy Sadowski     | Tight end      | Georgia               |
| 146    | Tampa Bay Buccaneers | Chris Mohr        | Punter         | Alabama               |
| 147    | Miami Dolphins       | Wes Pritchett     | Linebacker     | Notre Dame            |
| 148    | Los Angeles Rams     | Thom Kaumeyer     | Defensive back | Oregon                |
| 149    | Washington Redskins  | A.J. Johnson      | Defensive back | Southwest Texas State |
| 150    | Phoenix Cardinals    | Jay Taylor        | Defensive back | San Jose State        |
| 151    | New York Jets        | Marvin Washington | Defensive end  | Idaho                 |
| 152    | Denver Broncos       | Anthony Stafford  | Wide receiver  | Oklahoma              |
| 153    | New York Jets        | Titus Dixon       | Wide receiver  | Troy State            |
| 154    | Tampa Bay Buccaneers | Derrick Little    | Linebacker     | South Carolina        |
| 155    | Indianapolis Colts   | Quintus McDonald  | Linebacker     | Penn State            |
| 156    | Los Angeles Raiders  | Doug Lloyd        | Running back   | North Dakota State    |
| 157    | Houston Oilers       | Bo Orlando        | Defensive back | West Virginia         |
| 158    | New York Giants      | Howard Cross      | Tight end      | Alabama               |
| 159    | New Orleans Saints   | Floyd Turner      | Wide receiver  | Northwestern State    |
| 160    | Cleveland Browns     | Gary Wilkerson    | Defensive back | Penn State            |
| 161    | Los Angeles Rams     | Mark Messner      | Linebacker     | Michigan              |
| 162    | Philadelphia Eagles  | Heath Sherman     | Running back   | Texas A&M-Kingsville  |
| 163    | Minnesota Vikings    | Jeff Mickel       | Tackle         | Eastern Washington    |
| 164    | Buffalo Bills        | Sean Doctor       | Tight end      | Marshall              |
| 165    | New England Patriots | Eric Mitchell     | Running back   | Oklahoma              |
| 166    | Cincinnati Bengals   | Craig Taylor      | Running back   | West Virginia         |
| 167    | San Francisco 49ers  | Steve Hendrickson | Linebacker     | California            |

### Settimo giro
| Scelta | Squadra              | Giocatore            | Ruolo            | College                |
| ------ | -------------------- | -------------------- | ---------------- | ---------------------- |
| 168    | Dallas Cowboys       | Kevin Peterson       | Linebacker       | Northwestern           |
| 169    | Green Bay Packers    | Mark Hall            | Defensive end    | Southwestern Louisiana |
| 170    | Detroit Lions        | Jerry Woods          | Defensive back   | Northern Michigan      |
| 171    | Kansas City Chiefs   | Ron Sancho           | Linebacker       | LSU                    |
| 172    | Atlanta Falcons      | Undra Johnson        | Running back     | West Virginia          |
| 173    | Buffalo Bills        | Brian Jordan         | Defensive back   | Richmond               |
| 174    | Pittsburgh Steelers  | David "D.J." Johnson | Defensive back   | Kentucky               |
| 175    | New York Giants      | Dave Popp            | Tackle           | Eastern Illinois       |
| 176    | Miami Dolphins       | Jim Zdelar           | Tackle           | Youngstown State       |
| 177    | Phoenix Cardinals    | Rickey Royal         | Defensive back   | Sam Houston State      |
| 178    | New England Patriots | Eric Lindstrom       | Linebacker       | Boston College         |
| 179    | Washington Redskins  | Kevin Hendrix        | Linebacker       | South Carolina         |
| 180    | Denver Broncos       | Melvin Bratton       | Running back     | Miami (FL)             |
| 181    | New York Jets        | Stevon Moore         | Defensive back   | Ole Miss               |
| 182    | Indianapolis Colts   | Ivy Joe Hunter       | Running back     | Kentucky               |
| 183    | San Diego Chargers   | Marion Butts         | Running back     | Florida State          |
| 184    | Seattle Seahawks     | Mike Nettles         | Defensive back   | Memphis State          |
| 185    | Indianapolis Colts   | Charles Washington   | Defensive end    | Cameron                |
| 186    | New Orleans Saints   | David Griggs         | Linebacker       | Virginia               |
| 187    | Cleveland Browns     | Mike Graybill        | Tackle           | Boston University      |
| 188    | Los Angeles Rams     | George Bethune       | Linebacker       | Alabama                |
| 189    | Chicago Bears        | Richard Brothers     | Defensive back   | Arkansas               |
| 190    | Houston Oilers       | Tracy Rogers         | Linebacker       | Fresno State           |
| 191    | Minnesota Vikings    | Benji Roland         | Defensive tackle | Auburn                 |
| 192    | Chicago Bears        | Brent Snyder         | Quarterback      | Utah State             |
| 193    | Buffalo Bills        | Chris Hale           | Defensive back   | Southern Cal           |
| 194    | Cincinnati Bengals   | Kendall Smith        | Wide receiver    | Utah State             |
| 195    | San Diego Chargers   | Terrence Jones       | Quarterback      | Tulane                 |

### Ottavo giro
| Scelta | Squadra                             | Giocatore        | Ruolo            | College                  |
| ------ | ----------------------------------- | ---------------- | ---------------- | ------------------------ |
| 196    | Dallas Cowboys                      | Charvez Foger    | Running back     | Nevada                   |
| 197    | Detroit Lions                       | Chris Parker     | Defensive tackle | West Virginia            |
| 198    | Green Bay Packers                   | Thomas King      | Defensive back   | Southwestern Louisiana   |
| 199    | Kansas City Chiefs                  | Bryan Tobey      | Running back     | Grambling State          |
| 200    | Tampa Bay Buccaneers                | Carl Bax         | Guard            | Missouri                 |
| 201    | Pittsburgh Steelers                 | Chris Asbeck     | Defensive tackle | Cincinnati               |
| 202    | Atlanta Falcons                     | Paul Singer      | Quarterback      | Western Illinois         |
| 203    | Miami Dolphins                      | Pete Stoyanovich | Kicker           | Indiana                  |
| 204    | San Diego Chargers                  | Dana Brinson     | Wide receiver    | Nebraska                 |
| 205    | Los Angeles Raiders                 | Derrick Gainer   | Running back     | Florida A&M              |
| 206    | Green Bay Packers                   | Brian Shulman    | Punter           | Auburn                   |
| 207    | Phoenix Cardinals                   | John Burch       | Running back     | Tennessee-Martin         |
| 208    | Denver Broncos                      | Paul Green       | Tight end        | Southern Cal             |
| 209    | New York Jets                       | Anthony Brown    | Running back     | West Virginia            |
| 210    | New England Patriots                | Rodney Rice      | Defensive back   | BYU                      |
| 211    | Seattle Seahawks                    | Marlin Williams  | Defensive end    | Western Illinois         |
| 212    | Indianapolis Colts                  | Kurt Larson      | Linebacker       | Michigan State           |
| 213    | New Orleans Saints                  | Fred Hadley      | Wide receiver    | Mississippi State        |
| 214    | Cleveland Browns                    | Rick Aeilts      | Tight end        | Southeast Missouri State |
| 215    | Los Angeles Rams                    | Warren Wheat     | Tackle           | BYU                      |
| 216    | Chicago Bears                       | Tony Woods       | Defensive tackle | Oklahoma                 |
| 217    | Houston Oilers                      | Alvoid Mays      | Defensive back   | West Virginia            |
| 218    | New York Giants                     | Myron Guyton     | Defensive back   | Eastern Kentucky         |
| 219    | Minnesota Vikings                   | Alex Stewart     | Defensive end    | Fullerton State          |
| 220    | Kansas City Chiefs                  | Todd McNair      | Running back     | Temple                   |
| 221    | Chicago Bears                       | Chris Dyko       | Tackle           | Washington State         |
| 222    | Cincinnati Bengals                  | Chris Chenault   | Linebacker       | Kentucky                 |
| 223    | New England Patriots                | Tony Zackery     | Defensive back   | Washington               |
| 0      | Buffalo Bills (Draft supplementare) | Brett Young      | Defensive back   | Oregon                   |

### Nono giro
| Scelta | Squadra              | Giocatore          | Ruolo            | College            |
| ------ | -------------------- | ------------------ | ---------------- | ------------------ |
| 224    | Dallas Cowboys       | Tim Jackson        | Defensive back   | Nebraska           |
| 225    | Green Bay Packers    | Scott Kirby        | Tackle           | Arizona State      |
| 226    | Detroit Lions        | Derek MacCready    | Defensive end    | Ohio State         |
| 227    | Kansas City Chiefs   | Jack Phillips      | Defensive back   | Alcorn State       |
| 228    | Pittsburgh Steelers  | A.J. Jenkins       | Defensive end    | Fullerton State    |
| 229    | Atlanta Falcons      | Chris Dunn         | Linebacker       | Cal Poly           |
| 230    | Tampa Bay Buccaneers | Patrick Egu        | Running back     | Nevada             |
| 231    | San Diego Chargers   | Pat Davis          | Tight end        | Syracuse           |
| 232    | Miami Dolphins       | Dana Batiste       | Linebacker       | Texas A&M          |
| 233    | Washington Redskins  | Charles Darrington | Tight end        | Kentucky           |
| 234    | Phoenix Cardinals    | Kendall Trainor    | Kicker           | Arkansas           |
| 235    | Los Angeles Raiders  | Gary Gooden        | Defensive back   | Indiana            |
| 236    | Denver Broncos       | Monte Smith        | Guard            | North Dakota State |
| 237    | New York Jets        | Pat Marlatt        | Defensive tackle | West Virginia      |
| 238    | Seattle Seahawks     | David Franks       | Guard            | Connecticut        |
| 239    | Indianapolis Colts   | William Mackall    | Wide receiver    | Tennessee-Martin   |
| 240    | New England Patriots | Darron Norris      | Running back     | Texas              |
| 241    | Denver Broncos       | Wayne Williams     | Running back     | Florida            |
| 242    | Los Angeles Rams     | Vernon Kirk        | Tight end        | Pittsburgh         |
| 243    | Chicago Bears        | LaSalle Harper     | Linebacker       | Arkansas           |
| 244    | Houston Oilers       | Bob Mrosko         | Tight end        | Penn State         |
| 245    | New York Giants      | A.J. Greene        | Defensive back   | Wake Forest        |
| 246    | New Orleans Saints   | Jerry Leggett      | Linebacker       | Fullerton State    |
| 247    | New England Patriots | Curtis Wilson      | Center           | Missouri           |
| 248    | Chicago Bears        | Byron Sanders      | Running back     | Northwestern       |
| 249    | Buffalo Bills        | Pat Rabold         | Defensive tackle | Wyoming            |
| 250    | Cincinnati Bengals   | Richard Stephens   | Tackle           | Tulsa              |
| 251    | San Francisco 49ers  | Rudy Harmon        | Linebacker       | LSU                |

### Decimo giro
| Scelta | Squadra              | Giocatore        | Ruolo            | College               |
| ------ | -------------------- | ---------------- | ---------------- | --------------------- |
| 252    | Dallas Cowboys       | Rod Carter       | Linebacker       | Miami (FL)            |
| 253    | Detroit Lions        | Jason Phillips   | Wide receiver    | Houston               |
| 254    | Green Bay Packers    | Ben Jessie       | Defensive back   | Southwest Texas State |
| 255    | Kansas City Chiefs   | Rob McGovern     | Linebacker       | Holy Cross            |
| 256    | Cincinnati Bengals   | Cornell Holloway | Defensive back   | Pittsburgh            |
| 257    | Tampa Bay Buccaneers | Ty Granger       | Tackle           | Clemson               |
| 258    | Pittsburgh Steelers  | Jerry Olsavsky   | Linebacker       | Pittsburgh            |
| 259    | Miami Dolphins       | Deval Glover     | Wide receiver    | Syracuse              |
| 260    | San Diego Chargers   | Ricky Andrews    | Linebacker       | Washington            |
| 261    | Phoenix Cardinals    | Chris Becker     | Punter           | TCU                   |
| 262    | Los Angeles Raiders  | Charles Jackson  | Defensive tackle | Jackson State         |
| 263    | Washington Redskins  | Mark Schlereth   | Guard            | Idaho                 |
| 264    | Denver Broncos       | Anthony Butts    | Defensive tackle | Mississippi State     |
| 265    | New York Jets        | Adam Bob         | Linebacker       | Texas A&M             |
| 266    | Indianapolis Colts   | Jim Thompson     | Tackle           | Auburn                |
| 267    | New England Patriots | Emanuel McNeil   | Defensive tackle | Tennessee-Martin      |
| 268    | Seattle Seahawks     | Derrick Fenner   | Running back     | North Carolina        |
| 269    | Los Angeles Rams     | Mike Williams    | Wide receiver    | Northeastern          |
| 270    | Chicago Bears        | Todd Millikan    | Tight end        | Nebraska              |
| 271    | Houston Oilers       | Tracy Johnson    | Running back     | Clemson               |
| 272    | New York Giants      | Rodney Lowe      | Defensive end    | Mississippi           |
| 273    | New Orleans Saints   | Joe Henderson    | Running back     | Iowa State            |
| 274    | Cleveland Browns     | John Buddenberg  | Tackle           | Akron                 |
| 275    | Miami Dolphins       | Greg Ross        | Defensive tackle | Memphis State         |
| 276    | Buffalo Bills        | Carlo Cheattom   | Defensive back   | Auburn                |
| 277    | Chicago Bears        | John Simpson     | Wide receiver    | Baylor                |
| 278    | Cincinnati Bengals   | Bob Jean         | Quarterback      | New Hampshire         |
| 279    | San Francisco 49ers  | Andy Sinclair    | Center           | Stanford              |

### Undicesimo giro
| Scelta | Squadra              | Giocatore         | Ruolo            | College          |
| ------ | -------------------- | ----------------- | ---------------- | ---------------- |
| 280    | Dallas Cowboys       | Randy Shannon     | Linebacker       | Miami (FL)       |
| 281    | Green Bay Packers    | Cedric Stallworth | Defensive back   | Georgia Tech     |
| 282    | Detroit Lions        | Keith Karpinski   | Linebacker       | Penn State       |
| 283    | Kansas City Chiefs   | Marcus Turner     | Defensive back   | UCLA             |
| 284    | Tampa Bay Buccaneers | Rod Mounts        | Guard            | Texas A&M        |
| 285    | Pittsburgh Steelers  | Brian Slater      | Wide receiver    | Washington       |
| 286    | Atlanta Falcons      | Greg Paterra      | Running back     | Slippery Rock    |
| 287    | San Diego Chargers   | Victor Floyd      | Running back     | Florida State    |
| 288    | Miami Dolphins       | Bert Weidner      | Defensive tackle | Kent State       |
| 289    | San Francisco 49ers  | Jim Bell          | Running back     | Boston College   |
| 290    | Tampa Bay Buccaneers | Willie Griffin    | Defensive end    | Nebraska         |
| 291    | Phoenix Cardinals    | Jeffrey Hunter    | Defensive end    | Albany State     |
| 292    | Denver Broncos       | Richard Shelton   | Defensive back   | Liberty          |
| 293    | New York Jets        | Artie Holmes      | Defensive back   | Washington State |
| 294    | New England Patriots | Tony Hinz         | Running back     | Harvard          |
| 295    | Seattle Seahawks     | Mike Baum         | Defensive end    | Northwestern     |
| 296    | Indianapolis Colts   | Wayne Johnson     | Quarterback      | Georgia          |
| 297    | Chicago Bears        | Joe Nelms         | Defensive tackle | Cal Poly         |
| 298    | Houston Oilers       | Brian Smider      | Tackle           | West Virginia    |
| 299    | New York Giants      | Jerome Rinehart   | Linebacker       | Tennessee-Martin |
| 300    | New Orleans Saints   | Calvin Nicholson  | Defensive back   | Oregon State     |
| 301    | Cleveland Browns     | Dan Plocki        | Kicker           | Maryland         |
| 302    | Tampa Bay Buccaneers | Herb Duncan       | Wide receiver    | Northern Arizona |
| 303    | Minnesota Vikings    | Brad Baxter       | Running back     | Alabama State    |
| 304    | Chicago Bears        | George Streeter   | Defensive back   | Notre Dame       |
| 305    | Buffalo Bills        | Richard Harvey    | Linebacker       | Tulane           |
| 306    | Cincinnati Bengals   | Dana Wells        | Defensive tackle | Arizona          |
| 307    | San Francisco 49ers  | Norm McGee        | Wide receiver    | North Dakota     |

### Dodicesimo giro
| Scelta | Squadra                              | Giocatore        | Ruolo            | College                                                                                       |
| ------ | ------------------------------------ | ---------------- | ---------------- | --------------------------------------------------------------------------------------------- |
| 308    | Dallas Cowboys                       | Scott Ankrom     | Wide receiver    | TCU                                                                                           |
| 309    | Detroit Lions                        | James Cribbs     | Defensive end    | Memphis State                                                                                 |
| 310    | Green Bay Packers                    | Stan Shiver      | Defensive back   | Florida State                                                                                 |
| 311    | Kansas City Chiefs                   | Bill Jones       | Running back     | Southwest Texas State                                                                         |
| 312    | Pittsburgh Steelers                  | Carlton Haselrig | Guard            | Pitt-Johnstown (non giocò mai nel college football, ma era stato un wrestler di alto livello) |
| 313    | Atlanta Falcons                      | Tony Bowick      | Defensive tackle | Tennessee-Chattanooga                                                                         |
| 314    | Indianapolis Colts                   | William DuBose   | Running back     | South Carolina State                                                                          |
| 315    | Miami Dolphins                       | J. B. Brown      | Defensive back   | Maryland                                                                                      |
| 316    | Washington Redskins                  | Jimmie Johnson   | Tight end        | Howard                                                                                        |
| 317    | Washington Redskins                  | Joe Mickles      | Running back     | Ole Miss                                                                                      |
| 318    | Phoenix Cardinals                    | Todd Nelson      | Guard            | Wisconsin                                                                                     |
| 319    | San Francisco 49ers                  | Antonio Goss     | Linebacker       | North Carolina                                                                                |
| 320    | Denver Broncos                       | John Javis       | Wide receiver    | Howard                                                                                        |
| 321    | New York Jets                        | Willie Snead     | Wide receiver    | Florida                                                                                       |
| 322    | Seattle Seahawks                     | R. J. Kors       | Defensive back   | Long Beach State                                                                              |
| 323    | Indianapolis Colts                   | Steve Taylor     | Quarterback      | Nebraska                                                                                      |
| 324    | New England Patriots                 | Aaron Chubb      | Linebacker       | Georgia                                                                                       |
| 325    | Houston Oilers                       | Chuck Hartlieb   | Quarterback      | Iowa                                                                                          |
| 326    | New York Giants                      | Eric Smith       | Defensive End    | Miami (FL)                                                                                    |
| 327    | New Orleans Saints                   | Mike Cadore      | Wide receiver    | Eastern Kentucky                                                                              |
| 328    | Cleveland Browns                     | Marlon Brown     | Linebacker       | Memphis State                                                                                 |
| 329    | Tampa Bay Buccaneers                 | Terry Young      | Defensive back   | Georgia Southern                                                                              |
| 330    | Chicago Bears                        | Freddy Weygand   | Wide receiver    | Auburn                                                                                        |
| 331    | Minnesota Vikings                    | Shawn Woodson    | Linebacker       | James Madison                                                                                 |
| 332    | Buffalo Bills                        | Derrell Marshall | Tackle           | Southern Cal                                                                                  |
| 333    | Chicago Bears                        | Anthony Phillips | Guard            | Oklahoma                                                                                      |
| 334    | Cincinnati Bengals                   | Scott Jones      | Tackle           | Washington                                                                                    |
| 335    | Minnesota Vikings                    | Everett Ross     | Wide receiver    | Ohio State                                                                                    |
| 0      | Dallas Cowboys (Draft supplementare) | Mike Lowman      | Running back     | Coffeyville J.C.                                                                              |
| 0      | Dallas Cowboys                       | Brian Owusu      | Defensive Back   | Fullerton State                                                                               |